# Bursaspor
Bursaspor Kulübü Derneği – turecki klub piłkarski z miasta Bursa. Klub został założony w 1963. Awansował do pierwszej ligi w 1967 i pozostał w niej do 2004. W 2006 klub awansował do pierwszej ligi, a w 2010 r. zdobył mistrzostwo kraju.

## Osiągnięcia
- Puchar Turcji: 1986/87
- Finalista Pucharu Turcji: 1970/71, 1973/74, 1991/92, 2011/12
- Mistrzostwo Turcji: 2009/2010

## Skład na sezon 2017/2018
| Nr | Poz. | Piłkarz                 |
| -- | ---- | ----------------------- |
| 1  | BR   | Harun Tekin             |
| 2  | OB   | Serdar Kurtuluş         |
| 3  | OB   | Emre Taşdemir           |
| 4  | OB   | Ertuğrul Ersoy          |
| 6  | OB   | Titi                    |
| 7  | PO   | Merter Yüce             |
| 8  | PO   | Cristóbal Jorquera      |
| 9  | NA   | Sercan Yıldırım         |
| 10 | PO   | Pablo Batalla (kapitan) |
| 12 | NA   | Sinan Bakış             |
| 14 | PO   | Ricardo Faty            |
| 17 | PO   | Furkan Soyalp           |
| 22 | PO   | Jirès Kembo Ekoko       |
| 23 | OB   | Aziz Behich             |
| 24 | PO   | Joshua John             |
| 25 | PO   | Shehu Abdullahi         |
| 26 | OB   | Barış Yardımcı          |

| Nr | Poz. | Piłkarz                                               |
| -- | ---- | ----------------------------------------------------- |
| 27 | BR   | Muhammed Şengezer                                     |
| 28 | NA   | Bogdan Stancu                                         |
| 29 | PO   | Dzon Delarge                                          |
| 30 | OB   | Rüştü Hanlı                                           |
| 32 | PO   | Yusuf Erdoğan                                         |
| 33 | OB   | Onur Atasayar                                         |
| 35 | BR   | Ataberk Dadakdeniz                                    |
| 37 | PO   | Gheorghe Grozav                                       |
| 46 | PO   | Mikel Agu (wypożyczony z FC Porto)                    |
| 51 | PO   | John Bostock                                          |
| 68 | PO   | Alper Ademoglu                                        |
| 77 | PO   | Emmanuel Agyemang-Badu (wypożyczony z Udinese Calcio) |
| 88 | NA   | Çağatay Yılmaz                                        |
| 93 | OB   | William Troost-Ekong                                  |
| 94 | OB   | İsmail Çokçalış                                       |
| 96 | OB   | Burak Kapacak                                         |
| 99 | NA   | Moussa Sow (wypożyczony z Al-Ahli Dubaj)              |

## Europejskie puchary
Legenda do wszystkich tabel:
- Q – runda eliminacyjna, 1/16, 1/8, 1/4, 1/2 – odpowiednia faza rozgrywek, Grupa – runda grupowa, 1r gr – pierwsza runda grupowa, 2r gr – druga runda grupowa, F – finał, R – runda, PO – play-off
- k. – rzuty karne, los. – losowanie, Dogr. – dogrywka, w. – zasada bramek strzelonych na wyjeździe

| Sezon   | Rozgrywki                 | Runda    | Przeciwnik         | Dom             | Wyjazd          | Ogólnie         |
| ------- | ------------------------- | -------- | ------------------ | --------------- | --------------- | --------------- |
| 1974/75 | Puchar Zdobywców Pucharów | 1R       | Finn Harps         | 4–2             | 0–0             | 4–2             |
| 1974/75 | Puchar Zdobywców Pucharów | 2R       | Dundee United      | 1–0             | 0–0             | 1–0             |
| 1974/75 | Puchar Zdobywców Pucharów | 1/4      | Dynamo Kijów       | 0–1             | 0–2             | 0–3             |
| 1986/87 | Puchar Zdobywców Pucharów | 1R       | AFC Ajax           | 0–2             | 0–5             | 0–7             |
| 1995    | Puchar Intertoto          | Grupa 10 | Wimbledon          |                 | 4–0             | 1. miejsce      |
| 1995    | Puchar Intertoto          | Grupa 10 | Beitar Jerozolima  | 2–0             |                 | 1. miejsce      |
| 1995    | Puchar Intertoto          | Grupa 10 | Royal Charleroi    |                 | 2–0             | 1. miejsce      |
| 1995    | Puchar Intertoto          | Grupa 10 | Košice             | 1–1             |                 | 1. miejsce      |
| 1995    | Puchar Intertoto          | 1/8      | OFI Kreta          | 2–1 (D)         | 2–1 (D)         | 2–1 (D)         |
| 1995    | Puchar Intertoto          | 1/4      | Karlsruher SC      | 3–3 (D), k: 5–6 | 3–3 (D), k: 5–6 | 3–3 (D), k: 5–6 |
| 2010/11 | Liga Mistrzów             | Grupa C  | Manchester United  | 0–3             | 0–1             | 4. miejsce      |
| 2010/11 | Liga Mistrzów             | Grupa C  | Valencia CF        | 0–4             | 1–6             | 4. miejsce      |
| 2010/11 | Liga Mistrzów             | Grupa C  | Rangers            | 1–1             | 0–1             | 4. miejsce      |
| 2011/12 | Liga Europy               | 3Q       | Homel              | 2–1             | 3–1             | 5–2             |
| 2011/12 | Liga Europy               | PO       | RSC Anderlecht     | 1–2             | 2–2             | 3–4             |
| 2012/13 | Liga Europy               | 3Q       | KuPS               | 6–0             | 0–1             | 6–1             |
| 2012/13 | Liga Europy               | PO       | FC Twente          | 3–1             | 1–4             | 4–5             |
| 2013/14 | Liga Europy               | 3Q       | Vojvodina          | 0–3             | 2–2             | 2–5             |
| 2014/15 | Liga Europy               | 2Q       | Czichura Saczchere | 0–0             | 0–0             | 0–0, k: 1–4     |